# Ostwig
Ostwig ist ein Ortsteil der Gemeinde Bestwig, Hochsauerlandkreis, Nordrhein-Westfalen, und war bis 1974 eine eigenständige Gemeinde. Im Januar 2020 hatte Ostwig 953 Einwohner.
Der Ort liegt etwa 310 Meter über NN im Elpetal. Alfert und Borghausen mit dem Neubaugebiet Westfeld gehören historisch zu Ostwig.

## Geschichte

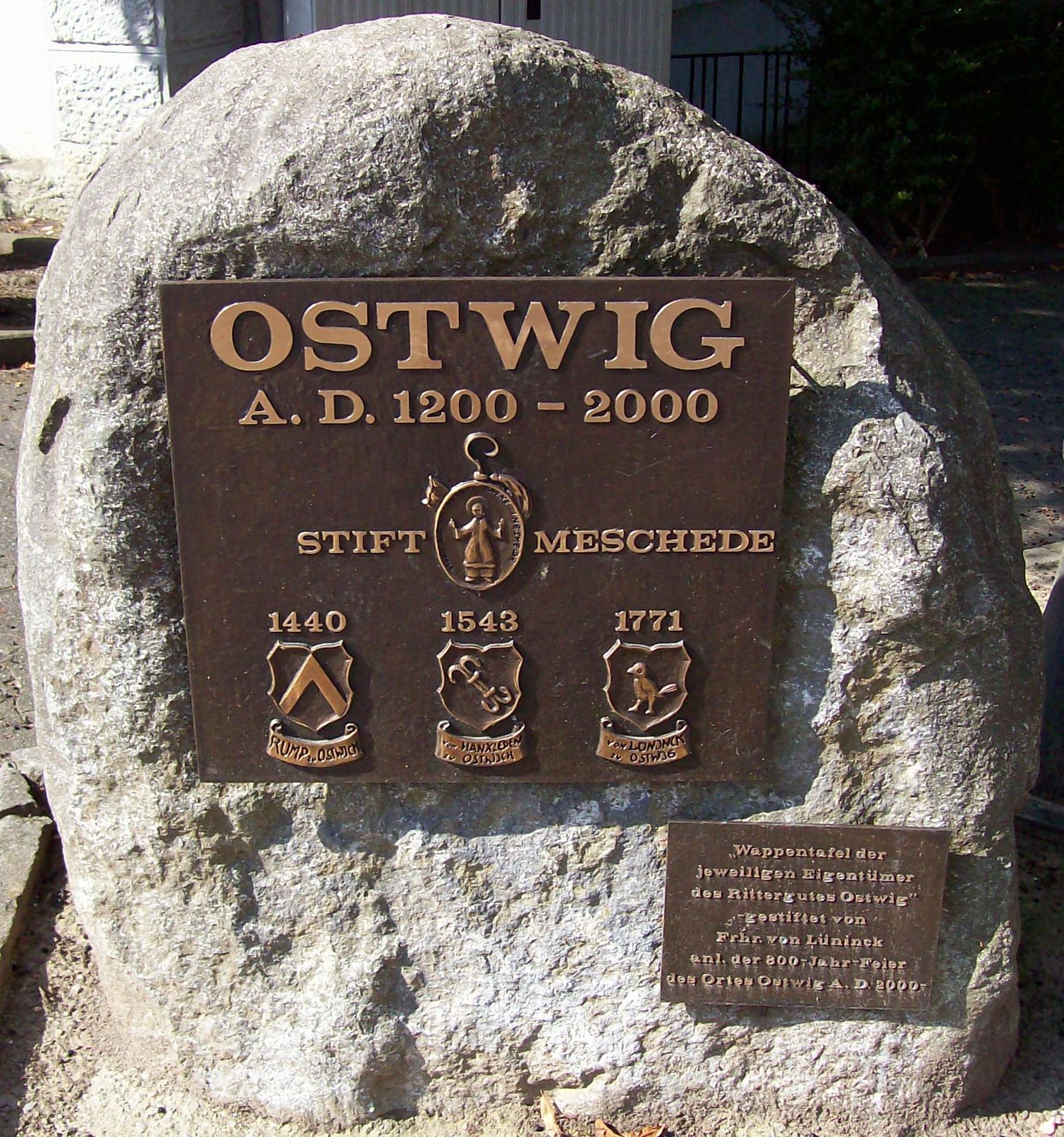
Wappentafel des Rittergutes Ostwig auf dem Kirchplatz

Die Geschichte des Ortes hängt eng mit dem erstmals 1200 erwähnten Rittergut Haus Ostwig zusammen. Eine dorfähnliche Siedlung entwickelte sich nur langsam. Im 16. Jahrhundert zählte man erst zehn Häuser. Im Zusammenhang mit dem Dreißigjährigen Krieg ging die Zahl auf sieben Häuser im Jahr 1685 zurück. Im Jahr 1828 zählte man 19 Häuser mit 263 Einwohnern.
Einen Aufschwung erlebte der Ort mit dem sprunghaften Wachstum des Ramsbecker Bergbaus in der Mitte des 19. Jahrhunderts. In Ostwig wurde eine große Pferdehaltung für den Güterverkehr der Gruben und Hütten bei Ramsbeck eingerichtet. Daneben wurde in Ostwig mit dem Bau großer Verhüttungsbetriebe begonnen, die aber wegen Konkurses des Bergbauunternehmens Stolberger Zink 1855 nie vollendet wurden. Ein heute denkmalgeschützter Schornstein auf dem Steinberg erinnert an diese Zeit. Ein Wanderweg führt zum kurz hinter dem südlichen Ortsausgang  gelegenen Alexanderstollen.
Ostwig gehörte zum Kirchspiel Velmede und wurde etwa 1865 eine eigenständige Gemeinde. Bis auf einen kleinen Teil der Gemeinde, der bei der kommunalen Neugliederung zur Stadt Olsberg kam, gehört Ostwig seit dem 1. Januar 1975 zur Gemeinde Bestwig. Die ehemals eigenständige Kirchengemeinde mit der Pfarrkirche St. Joseph ist heute Teil des Pastoralverbundes Ruhr-Valme-Elpetal.

## Ortsbild und Einrichtungen

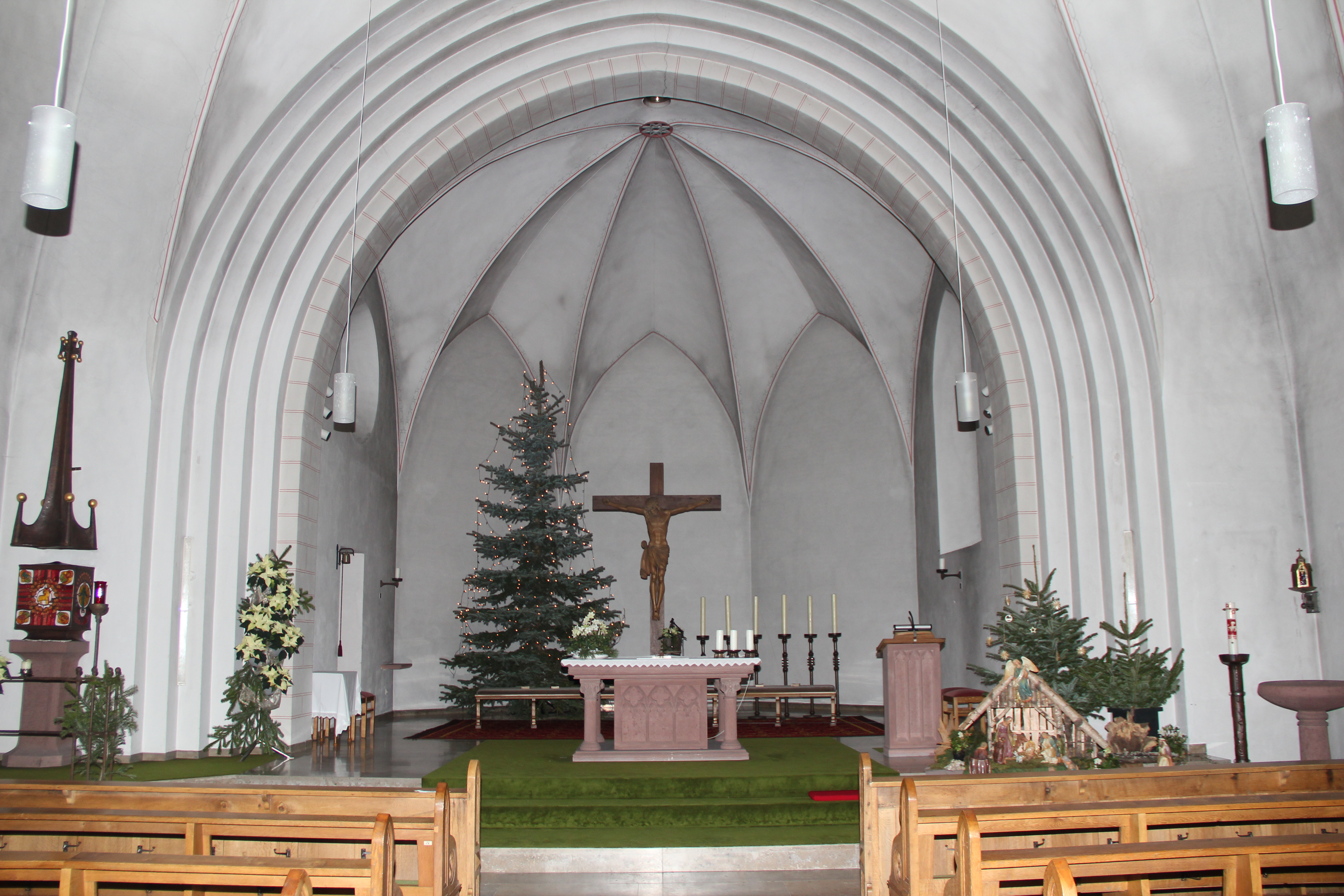
Innenansicht der Kirche St. Joseph in Ostwig

→ Siehe auch: Liste der Baudenkmäler in Bestwig
Neben dem Haus Ostwig ist das Ortsbild geprägt von Fachwerkhäusern. Von Bedeutung für den Ort ist der Fremdenverkehr. Seit 1995 ist Ostwig staatlich anerkannter Erholungsort. Berührt wird das Dorf unter anderem vom Ruhrtalradweg und dem Wanderweg Sauerland-Waldroute.
Die Schützenhalle der St. Antonius Schützenbruderschaft 1873 e. V. wurde als Fachwerkbau 1912 erbaut. Hier wird an jedem zweiten Wochenende im Juni das traditionelle Schützenfest ausgiebig gefeiert.
Unter anderem war in Ostwig die Anne-Frank-Schule als Förderschule, heute Flüchtlingsunterkunft, der Gemeinde Bestwig und der Stadt Olsberg angesiedelt.

## Wappen
| Wappen der ehemaligen Gemeinde Ostwig | Blasonierung Gespalten von Silber und Rot; vorn auf rotem Dreiberg ein aufgerichtetes schwarzes Kreuz, hinten ein silberner Schlägel mit einem silbernen Schieferspalteisen schräggekreuzt, beide mit goldenen Griffen. Beschreibung Das schwarze Kreuz in Silber erinnert sowohl an den früheren Landesherrn, den Kurfürsten und Erzbischof von Köln, als auch (in Verbindung mit dem Dreiberg) an ein Wahrzeichen der Gemeinde. Hierbei handelt es sich um ein Kreuz, das auf dem Steinberg errichtet ist. Schieferspalteisen und Holzschlägel deuten auf die reichhaltigen Schiefervorkommen im Gebiet der Gemeinde hin. Die amtliche Genehmigung des Wappens erfolgte am 23. August 1958. |

## Persönlichkeiten
Persönlichkeiten, die in Ostwig geboren wurden:
- Carl von Lüninck (1794–1872), Gutsbesitzer, Bürgermeister und  Mitglied der Landstände im Fürstentum Waldeck
- Ferdinand Freiherr von Lüninck (1888–1944), Offizier und Widerstandskämpfer gegen den Nationalsozialismus
- Hermann Freiherr von Lüninck (1893–1975), Verwaltungsjurist und Agrarfunktionär
- Karl-Josef Müller (1937–2001), Komponist und Musikwissenschaftler
- Peter Liese (* 1965), deutscher Politiker (CDU), MdEP